# 구로중학교 축구부
구로중학교 축구부는 서울특별시에 위치한 구로중학교의 축구부이다. 구로중학교가 운영하는 축구부로 1980년에 창단하였다.

## 같이 보기
- 구로중학교